# Complete Madness
Complete Madness — первый сборник британской группы Madness, подготовленный и выпущенный в 1982 году лейблом Stiff Records.

## Об альбоме
В диск вошли все хиты из трёх первых альбомов, а также треки, прежде издавашиеся только синглами. Complete Madness находился 88 недель в UK Album Charts и поднялся на #1. Одновременно с альбомом вышел VHS-сборник, куда вошли 13 видеоклипов (12 синглов плюс «Bed and Breakfast Man»).
В 2003 году на Virgin Records вышла ремастеринг-версия альбома.

## Список композиций
1. «Embarrassment» (Mike Barson, Lee Thompson) — 3:13
2. «Shut Up» (Chris Foreman, Graham McPherson) — 2:53
3. «My Girl» (Mike Barson) — 2:47
4. «Baggy Trousers» (Foreman, McPherson) — 2:48
5. «It Must Be Love» (Labi Siffre) — 3:20
6. «The Prince» (Lee Thompson) — 2:29
7. «Bed & Breakfast Man» (Barson) — 2:34
8. «Night Boat to Cairo» (Barson, McPherson) — 3:33
9. «House of Fun» (Barson, Thompson) — 2:51
10. «One Step Beyond» (Cecil Campbell) — 2:21
11. «Cardiac Arrest» (Foreman, Carl Smyth) — 2:59
12. «Grey Day» (Barson) — 3:41
13. «Take It or Leave It» (Barson, Thompson) — 3:28
14. «In the City» (Barson, Crutchfield, Foreman, Inoue, McPherson, Smyth) — 3:01
15. «Madness» (Campbell) — 2:40
16. «The Return of the Los Palmas 7» (Barson, Mark Bedford. Dan Woodgate) — 2:35

## Участники записи
- Mike Barson — гармоника, перкуссия, клавишные
- Mark Bedford — бас-гитара
- Chris Foreman — гитара
- Suggs — перкуссия, вокал
- Chas Smash — труба, вокал
- Lee Thompson — саксофон, вокал
- Dan Woodgate — ударные
- Neill King — звукоинженер
- Clive Langer — продюсер
- Alan Winstanley — продюсер